# 코즈머 이슈트반 (레슬링 선수)
코즈머 이슈트반(헝가리어: Kozma István, 1939년 11월 27일~1970년 4월 9일)은 헝가리의 레슬링 선수이다. 1964년과 1968년 하계 올림픽 그레코로만형 레슬링 헤비급에서 금메달을 획득했으며 세계 레슬링 선수권 대회에서 금메달 3개(1962, 1966, 1967)를 포함하여 메달 5개를 획득했다. 그는 헝가리 레슬링 선수 중 유일하게 올림픽에서 금메달 2개 이상 획득한 선수이다.
현역 선수 생활 중 30세 때인 1970년 교통 사고로 사망했다.